# Çerçiz Topulli

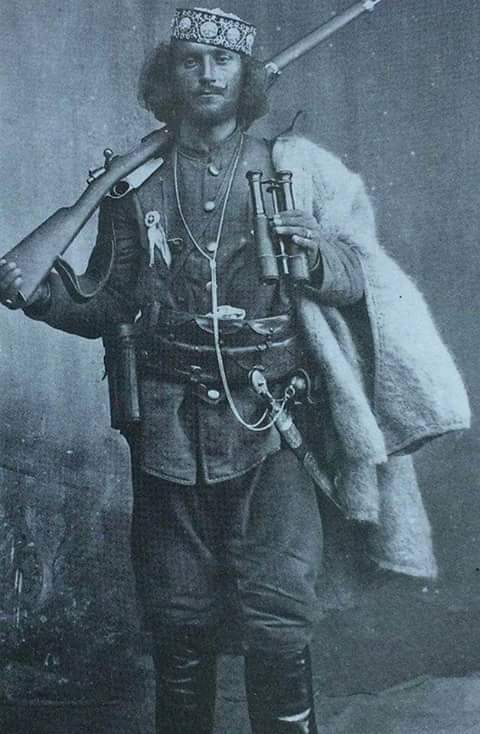
Topulli bewaffnet

Çerçiz Topulli (* 1880 in Ergiri, Vilâyet-i Yanya, Osmanisches Reich; † 15. Juli 1915 in Shkodra) war ein albanischer Partisan und Nationalist, der vor allem durch seinen Kampf gegen die Osmanen 1907–1908 sowie gegen die Griechen 1913–1914 bekannt wurde.

## Leben
Er war der jüngere Bruder des osmanischen Bektaschi-Schuldirektors Bajo Topulli. 1907 gründete Çerçiz Topulli mit Mihal Grameno eine Bande albanischer Kämpfer in der bulgarischen Hauptstadt Sofia. Im April desselben Jahres erreichte Topulli die Küste Vloras über Brindisi, Italien. Sein Ziel war es, das Nationalbewusstsein der Albaner zu stärken und sich gegen die empfundene Unterdrückung von Albanern im Osmanischen Reich zu wehren. Ebenso brachte er albanischsprachige Bücher mit und verteilte diese.
Er verfasste einen Beitrag mit dem Titel „Aus den Bergen Albaniens“ in der Zeitung Die Hoffnung Albaniens. In diesem Beitrag wies er auf eine Diskriminierung von Albanern durch die Osmanen hin. Er forderte daher ein unabhängiges Albanien und rief zum bewaffneten Aufstand auf, ein Aufstand, der im Jahre 1908 begann.

### Bewaffneter Aufstand
Am 25. Februar 1908 ermordeten Topulli und seine Anhänger den türkischen Binbaschi (Major) von Gjirokastra, nachdem dieser angeblich Albaner, die sich für ihre politischen Interessen eingesetzt hatten, brutal bestraft hatte. Topulli und vier weitere Mitglieder seiner Bande flohen daraufhin nach Mashkullora, einem Dorf in der Nähe von Gjirokastra.
Am 18. März wurden Topulli und seine Kameraden von 150 osmanischen Soldaten umzingelt. Obwohl die Osmanen zahlenmäßig überlegen waren, schaffte es Topulli, die Truppe von sich fernzuhalten, und konnte schließlich in der Dämmerung in die Berge fliehen. Dieses Ereignis wurde später in vielen Folkloreliedern wie zum Beispiel in “Të rrapi në Mashkullorë” gefeiert.
Im Juli 1908 überfiel Topulli die Stadt Korça, doch seine Truppe wurde von den Osmanen zurückgeschlagen. Als die Jungtürken an die Macht kamen, organisierte Topulli patriotische Gemeinschaften und setzte sich für den Bau albanischsprachiger Schulen ein.
Am 29. Mai 1909 gründete er eine geheime Freischar-Gemeinschaft (Tscheta) namens „Kandilja“ (von türkisch Kandil, deutsch “Die Fackel”).

### Nach der Unabhängigkeit
Nach der Unabhängigkeit Albaniens verbündeten sich albanische und bulgarische Truppen mit Topulli, um gemeinsam die einmarschierenden griechischen Einheiten im Süden Albaniens zu bekämpfen.

### Tod
Später ging Çerçiz Topulli in den Norden Albaniens, um gegen die Montenegriner zu kämpfen, die Shkodra angriffen. In Fusha e Shtoit (bei Shkodra) wurde Topulli am 15. Juli 1915 von montenegrinischen Soldaten erschossen. Seine Gebeine wurden im Jahre 1937 zurück nach Gjirokastra gebracht.